# Egisto Paolo Fabbri

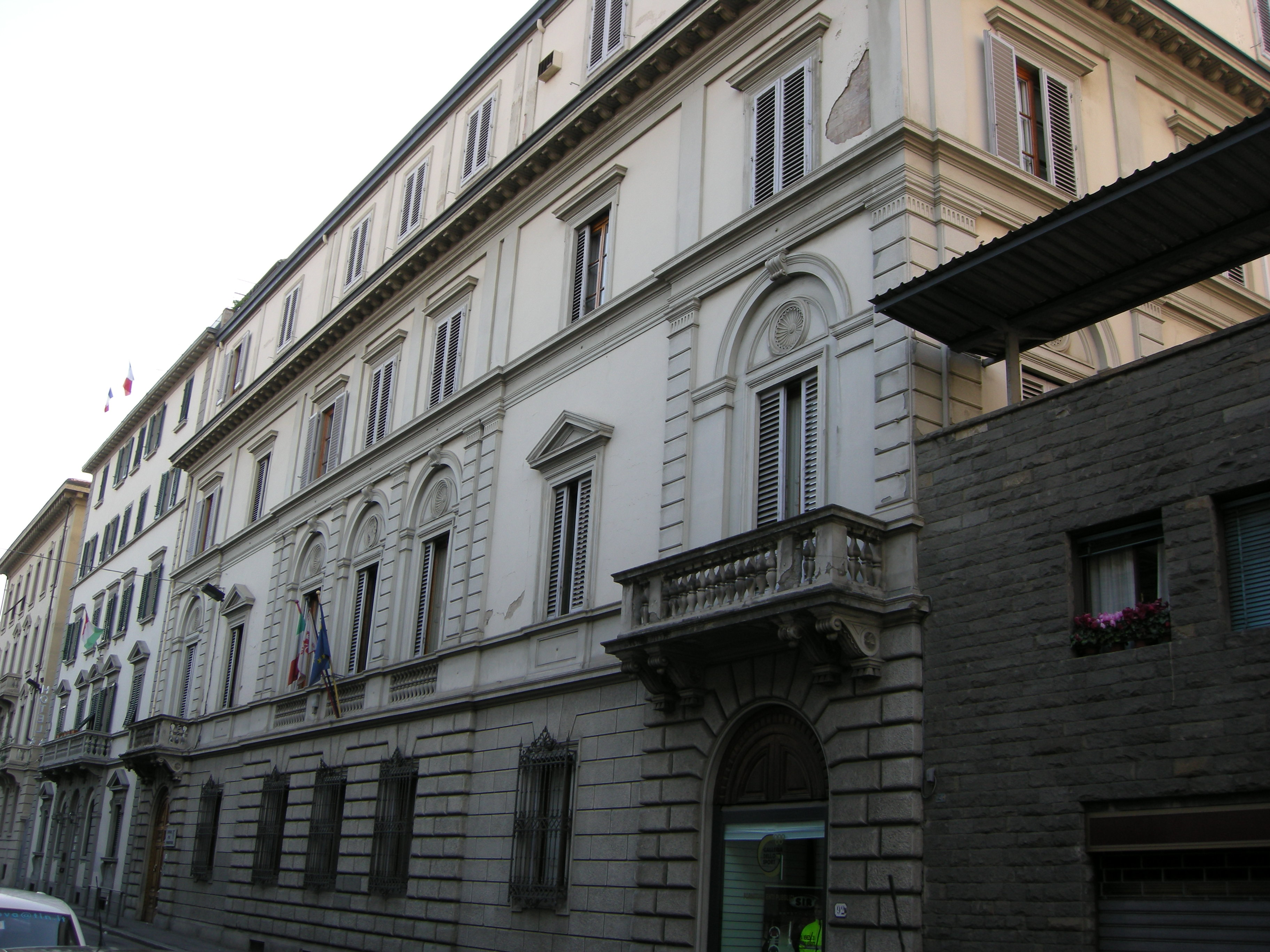
Casa di Egisto Paolo Fabbri a Firenze

Egisto Paolo Fabbri (Firenze, 28 dicembre 1828 – Firenze, 25 giugno 1894) è stato un imprenditore, banchiere e mecenate italiano.

## Biografia
Emigrò a New York nel 1850 dove costruì una fortuna economica associandosi al banchiere John Pierpont Morgan e con una società di noleggi marittimi la Fabbri & Chauncey. Negli Stati Uniti fu fra i fondatori del Metropolitan Opera Company di New York. Tornò a Firenze nel 1883 dove si dedicò alla filantropia: sua la clinica chirurgica di Santa Maria Nuova e l'acquisto dei terreni dell'Ospedale Bonifazio donati poi al Comune. Abitò in via Cavour nel palazzo al numero 94 progettato dall'architetto Giacomo Roster. Non ebbe figli ma si occupò degli otto figli e della vedova di suo fratello minore Ernesto che morì improvvisamente.
Un suo nipote omonimo, Egisto Paolo Fabbri jr, è stato anche un pittore di certa fama, fra i primi estimatori e collezionisti di Cézanne. Sulla sua vita Niccolò Antinori scrisse il libro Un Mercante fiorentino da ricordare: Egisto Paolo Fabbri, 1828-1894.